# Jersey (teixit)

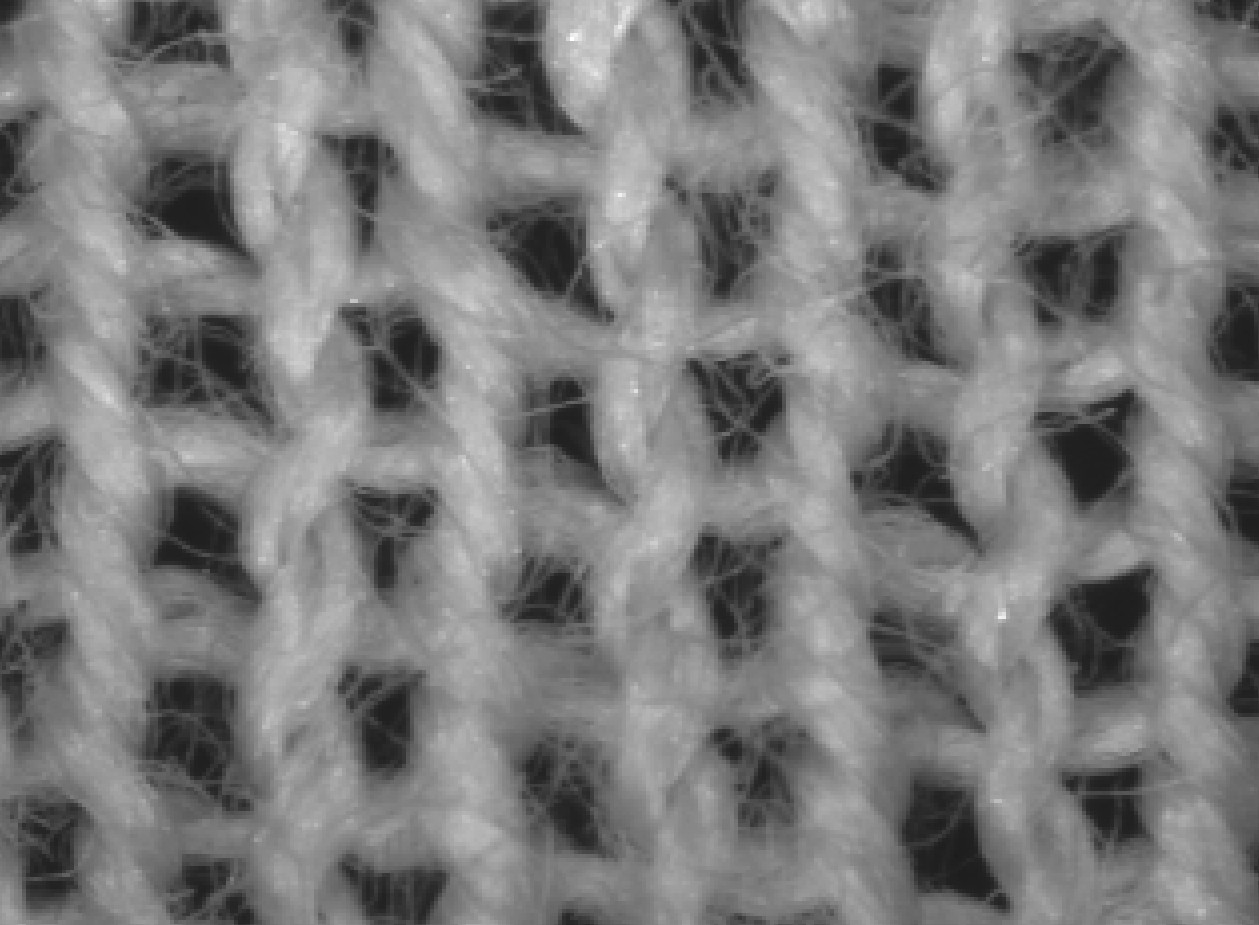
Façana de mallot individual sota microscopi

El jersei és un teixit de punt utilitzat principalment per a la fabricació de prendes de vestir. Originàriament estava fet de llana, però actualment es fa de llana, cotó i fibres sintètiques.

## Història
Aquest tipus de teixit de punt es va fer per primera vegada a Jersey, illes del Canal, que havia estat un important exportador de productes de punt des de l'època medieval.
El 1916, Gabrielle "Coco" Chanel va impactar la indústria de la moda utilitzant teixit de jersei en un moment en què estava estrictament associat a la roba interior. "Aquesta dissenyadora va fer del teixit de jersei el que és avui: esperem que estigui satisfeta", va dir Vogue el 1999. "És gairebé tan part de les nostres vides com ho és la "sarga blava".

## Estructura
El jersei és un teixit de punt de trama que es teixeix amb un sol joc d'agulles amb tots els llaços fets en la mateixa direcció. En general, està teixit en punt llis. També s'anomena punt pla. D'altra banda, el jersei doble es teixeix amb dos jocs d'agulles, no s'enrotlla a les vores (quan es completa) i té una estructura més estable.

## Tipus
El teixit de jersei pot ser un teixit de punt senzill molt elàstic, generalment lleuger, amb un costat pla i un costat apilat. Quan es fa amb un fil lleuger, aquest és el teixit més utilitzat per fer samarretes.
O pot ser un jersei de punt de doble (jersei interlock), amb menys estirament, que crea un teixit més gruixut de dos teixits senzills junts per deixar els dos costats plans a l'exterior del teixi. El jersei interlock de vegades s'utilitza com un punt alternatiu més formal al punt piqué tradicional per a les samarretes polo i és generalment el punt preferit per als fets de cotó pima
El jersei es considera un teixit excel·lent per a peces com ara vestits i tops de dona.
Es poden distingir els següents tipus de teixit de jersei:
- Single jersey
- Double jersey
- Interlock jersey
- Jacquard jersey
- Clocqué jersey
- Stretch jersey